# 안강제일초등학교
안강제일초등학교는 대한민국 경상북도 경주시 안강읍 양월리에 있는 공립 초등학교이다.

## 학교 연혁
- 1923년 10월 5일 안강공립보통학교 개교(설립인가 5월 27일)
- 1938년 4월 1일 강서공립심상소학교로 개칭[1]
- 1941년 4월 1일 강서공립국민학교로 개칭[2]
- 1946년 2월 1일 안강국민학교 분리
- 1953년 2월 2일 안강제일국민학교로 개칭
- 1981년 3월 1일 병설유치원 개원
- 1995년 9월 1일 산대국민학교 분리
- 1996년 3월 1일 현재 교명으로 개칭[3]
- 1996년 8월 4일 강당 및 체육관 준공
- 1997년 3월 1일 산대초등학교(20학급) 분리 이관
- 1997년 10월 4일 역사관 설치
- 2008년 12월 1일 보육교실 설치
- 2010년 7월 2일 디지털다원화 방송시스템 구축
- 2013년 3월 25일 실내골프연습장 준공
- 2020년 1월 3일 제94회 졸업(총 졸업생수 18,505명)
- 2020년 3월 1일 17학급 편성(특수학급 1학급 포함)
- 2020년 9월 1일 제32대 강춘희 교장 부임
- 2021년 1월 13일 제95회 졸업(총 졸업생수 18,574명)
- 2021년 3월 1일 17학급 편성(특수학급 1학급 포함)

## 학교 상징
- 교화 - 장미
- 교목 - 향나무

## 참고 자료
- 안강제일초등학교 - 한국교육학술정보원 학교알리미